# مریم‌گلی دارویی
مریم گلی دارویی از گیاهان دارویی که در درمان بسیاری از بیماری‌ها مفید است.

## ریخت‌شناسی گیاه
این گیاه چند ساله و دارای ریشه کم و بیش ضخیم که به‌طور مستقیم در خاک فرومی‌رود و دارای انشعاب‌های فراوانی است. ساقه این گیاه مستقیم و ارتفاع بین ۵۰–۸۰ سانتی‌متر است. ساقه‌های جوان به رنگ سبز تیره و پوشیده از کرک‌های انبوه و خاکستری رنگ می‌باشند. برگ‌ها بلند و تقریباً قلبی شکل می‌باشند. برگ‌های پایینی دارای دمبرگ بلندی هستند در حالی که برگ‌های قسمت فوقانی ساقه دمبرگ کوتاهی دارند. سطح فوقانی و تحتانی برگ‌ها پوشیده از کرک‌های ظریفی هستند. گل‌ها به رنگ بنفش متمایل به آبی، صورتی یا گاهی سفید و به صورت مجتمع در قسمت فوقانی ساقه‌ها، روی چرخه‌های مخصوصی مشاهده می‌شوند. روی هر چرخه ۵ تا ۸ گل وجود دارد. میوه کپسول و به رنگ قهوه‌ای روشن یا قهوه‌ای تیره می‌باشد. طول میوه ۲ تا ۳ میلی‌متر و عرض آن ۲ میلی‌متر است.
برگ‌ها بلند و به طول ۴–۱۰ سانتی‌متر و پهنای ۲–۵ سانتی‌متر است. گل‌ها دارای طول ۳/۵ سانتی‌متر و درشت و دارای دمگل کوتاهی نیز هستند. اندام‌های هوایی گیاه به خصوص برگ‌ها محتوی اسانس است. رشد گیاه در سال اول کند است و گل‌دهی تا اوایل تابستان (تیر-مرداد) همچنان ادامه می‌یابد. تشکیل میوه از اواخر مرداد شروع می‌شود. بذور پس از رسیدن از گیاه جدا و به اطراف پراکنده می‌شوند.

## محل رویش
منشأ این گیاه نواحی شمالی مدیترانه گزارش شده‌است و همه ساله زمین‌های زراعی وسیعی در شبه جزیره بالکان، روسیه، آمریکا و ایتالیا و همچنین کشورهای اروپای مرکزی و همچنین ایران برای کشت آن اختصاص می‌یابد. چند سال اخیر با وارد نمودن بذر گیاه آن را در نقاطی از شمال ایران کشت نموده‌اند. به صورت خود رو در منطقه پادنای استان اصفهان در سطح وسیع وجود دارد. 

## قسمت مورد استفاده
قسمت‌های هوایی گل‌دار گیاه

## زمان برداشت قسمت مورد استفاده
چنانچه تکثیر توسط بذر انجام گیرد و بذر به صورت مستقیم در فصل پاییز کاشته شده باشد یا نشاء در فصل پاییز به زمین اصلی منتقل شده باشد، می‌توان یک سال بعد محصول ار برداشت کرد. تحقیقات انجام شده در ایران نشان می‌دهد که در سال می‌توان سه بار محصول را برداشت کرد. اولین برداشت قبل از گل‌دهی و اوایل خرداد انجام می‌گیرد. دومین و سومین برداشت به ترتیب تابستان (اوایل مرداد) و پاییز (مهرماه) انجام می‌گیرد. گیاه در مرحله گل‌دهی حاوی بیشترین مقدار اسانس است. ساعت ۱۲ ظهر هنگام تابش شدید آفتاب، پیکر رویشی حداکثر مقدار اسانس را خواهد داشت. از این رو ظهر زمان مناسبی برای برداشت محصول است.

## موارد مصرف
- مصرف موضعی برای درمان خارش ناشی از گزیدگی حشرات، ضایعات تبخالی، زونا و پسوریازیس، پیشگیری از ریزش مو و حفظ رنگ مو
- مصرف خوراکی در بی‌اشتهایی، التهاب حنجره، التهاب لوزه، التهاب حلق، تنفس بدبو، زخم‌های دهانی، بیماری لثه، خستگی و آلزایمر
- به صورت دوش واژینال برای درمان عفونت‌های قارچی واژینال
- دم‌کرده گیاه در درمان نقاط تحت فشار ناشی از پروتزها و درمان حمایتی در اسهال
- در تعریق شبانه مثلاً در بیماران مبتلا به سل همچنین در تعریق فراوان با علت روان‌تنی
- دارای اثر آنتی‌اکسیدان و آنتی اسپاسمودیک و قابض؛ اثرات درمانی در قاعدگی دردناک و گالاکتوره[۲]
- مریم گلی دارای اثر محرک، تب بر، ضد سرطان، ضد درد، ضد کم خونی، اشتهاآور، نشاط آور، میکرب کش، مدر، فعال‌کننده جریان خون، التیام دهنده زخم و تقویت‌کننده اعصاب می‌باشد.
- مصرف این گیاه به صور مختلف برای افرادی که به بیماری‌هایی نظیر: نازائی، ترش کردن معده، ضعف حافظه، عوارض دوران یائسگی، رماتیسم، تشنج، اوره خون، کم خونی، سرماخوردگی، افسردگی، برفک دهان، ورم کبد و روده‌ها، آبسه، مالیخولیا و گاز روده مبتلا هستند نافع می‌باشد.[۳]

## موارد منع مصرف
بارداری

## اثرات جانبی
- سرگیجه، تشنج (در صورت مصرف عصاره‌های الکلی یا اسانس خالص به مدت طولانی ممکن است تشنجات صرعی بروز نماید)
- التهاب لب‌ها و التهاب سراسری مخاط دهان (با دوز بالا یا مصرف طولانی مدت)، تحریک موضعی

## مصرف در کودکان
تمامی اسانس‌ها باید دور از دسترس کودکان نگهداری شوند. دوز کشندهٔ اسانس گیاه برای کودک سه ساله حدود ۵ قاشق مرباخوری (۲۶ میلی‌لیتر) می‌باشد. گلو درد کودکان می‌تواند با غرغره کردن دم‌کرده برگ گیاه یا ۱–۲ قطره اسانس در ۱۰۰ میلی‌لیتر آب به صورت بی‌خطری درمان شود.

## میزان مصرف

### خوراکی
- برگ خشک شده: ۱–۳ گرم، سه بار در روز
- دم‌کرده: ۱–۳ گرم در ۱۵۰ میلی‌لیتر آب، سه بار در روز
- عصاره مایی خشک: ۰/۱۸–۰/۳۶ گرم، سه بار در روز
- عصاره مایع(۱:۱ گرم در میلی‌لیتر): ۱–۳ میلی‌لیتر، سه بار در روز

تنتور (۱۰:۱ گرم در میلی‌لیتر): ۲/۵–۷/۵ گرم
اسانس: ۰/۱–۰/۳ میلی‌لیتر
شیره: شیره فشرده گیاه تازه در محافظ الکلی ۲۵٪

### موضعی
- غرغره یا دهان‌شویه: ۲/۵ گرم برگ خرد شده در ۱۰۰ میلی‌لیتر آب گرم دم می‌شود؛ یا ۲–۳ قطره اسانس در ۱۰۰ میلی‌لیتر آب یا ۵ میلی‌لیتر عصاره مایع رقیق شده در ۱ لیوان آب چندین بار در روز مصرف می‌شود.
- رنگ کردن: عصاره مایع الکلی رقیق نشده در مناطق مورد نظر به کمک برس یا سواپ استفاده می‌شود.